# Katie Boyle
Caterina Irene Elena Maria Boyle, Lady Saunders (née Imperiali dei Principi di Francavilla) généralement connue sous le nom de Katie Boyle ; née à Florence le 29 mai 1926  et morte à Londres le 20 mars 2018), est une actrice britannique d'origine italienne, écrivain, animateur de radio, personnalité de la télévision, jeu télévisé panéliste et militante des droits des animaux. Elle est connue pour avoir présenté le Concours Eurovision de la chanson à quatre reprises, en 1960, 1963, 1968 et 1974 ; les trois premiers à Londres et le dernier à Brighton, au Royaume-Uni.

## Biographie
Katie Boyle, fille du marquis italien  Demetrio Imperiali di Francavilla et de son épouse anglaise Dorothy Kate Ramsden, est née dans un palais royal de Florence ayant  appartenu à la famille royale italienne. Établie au Royaume-Uni en 1946 elle commence une carrière de mannequin pour Vogue. Elle est apparue dans plusieurs films des années 1950, le premier Old Mother Riley, Headmistress (1950) sous le nom de Catherine Carleton, suivi de The House in the Square (non crédité, 1951), Les Carnets du major Thompson (tourné en France en 1955), Not Wanted on Voyage (1957), The Truth About Women (également 1957) et Tueurs à gages (1958).
Dans les années 1950 Boyle est speakerine pour la BBC. Une décennie plus tard, devenue personnalité de la télévision, elle apparait dans des jeux et des programmes comme What's My Line?, Juke Box Jury et le jeu télévisé Lance That Boyle. Elle a présenté les Concours Eurovision de la chanson  de 1960, 1963, 1968 et 1974, tous organisés au Royaume-Uni. Dans les années 1960, elle est apparue dans une série de publicités télévisées pour le savon Camay,.
En 2004, Boyle est l'invitée d'une émission spéciale sur le thème de l'Eurovision , The Weakest Link sur BBC One, animée par Anne Robinson , .

## Vie privée
En 1947, elle épouse Richard Bentinck Boyle, héritier du 8e comte de Shannon. Ce mariage a été dissous en 1955 mais elle a gardé le nom de famille « Boyle ». La même année, elle a épousé Greville Baylis, propriétaire d'un cheval de course, décédé en 1976. En 1979, elle épouse l'imprésario de théâtre Sir Peter Saunders, décédé en 2003. Dans le livre Queen Elizabeth II: A Woman Who Is Not Amused de Nicholas Davies, il est allégué que dans les années 1950, Boyle avait une relation de longue date avec le prince Philip ce qu'elle a démenti  .
Katie Boyle est décédée chez elle à Londres le mardi 20 mars 2018 .

## Filmographie partielle

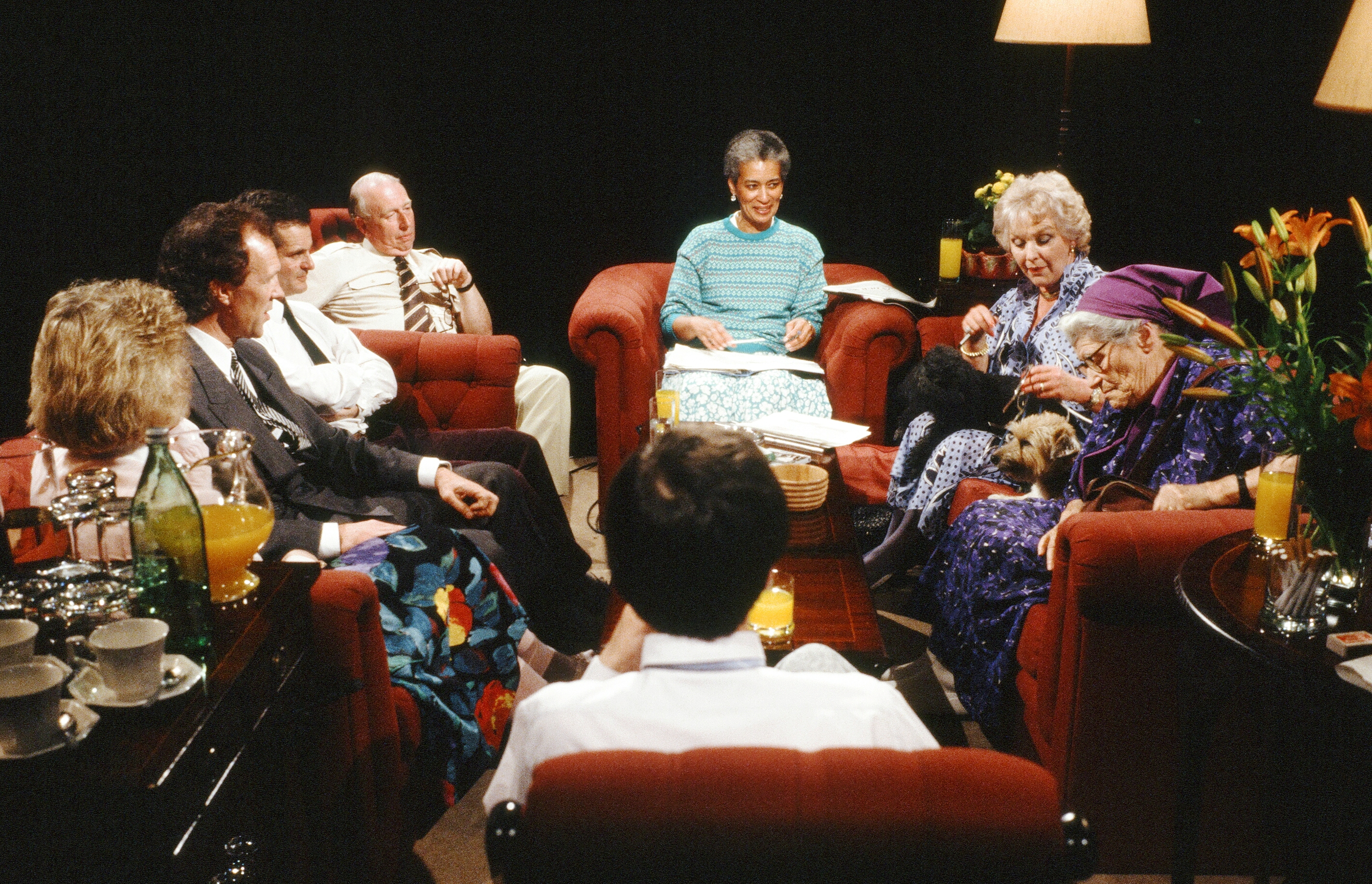
En compagnie de ses chiens, Miriam Rothschild et Frank Evans, After Dark en 1988

| Année | Titre                         | Rôle              | Remarques   |
| ----- | ----------------------------- | ----------------- | ----------- |
| 1950  | Old Mother Riley Headmistress | Mlle Ashton       |             |
| 1951  | The House in the Square       | Fille             | Non crédité |
| 1955  | Les Carnets du major Thompson | Rôle mineur       |             |
| 1957  | The Truth About Women         | Diane             |             |
| 1957  | Not Wanted on Voyage          | Julie Haines      |             |
| 1958  | Tueurs à gages                | Margaret McLaurin |             |
| 1959  | Premier amour                 | Luciana           |             |

## Publications
- Dear Katie – tips from her days as agony aunt for TV Times, 1975, (ISBN 978-0552990783)
- What This Katie Did - autobiographie, 1980, (ISBN 978-0297778141)
- Boyle's Law - household tips, 1982,, 1982, (ISBN 978-0297781486)
- ,Battersea Tales – stories of rescues from the Battersea Dogs Home 1997 [1].